# Michał Kwapisz
Michał Kwapisz (ur. 23 maja 1972 w Poznaniu) – polski muzyk, w latach 2006–2018 gitarzysta basowy zespołu Lombard.

## Życiorys
Jest absolwentem Państwowego Liceum Muzycznego im. Mieczysława Karłowicza w Poznaniu i Akademii Muzycznej im. Ignacego Jana Paderewskiego. Jego drugą pasją jest lutnictwo. Naprawia i produkuje kontrabasy.

## Dyskografia
- 2008 – Lombard W hołdzie Solidarności – Drogi do wolności – Show Time Music Production (album DVD)
- 2012 – Lombard Show Time – Show Time Music Production
- 2016 – Lombard Lombard swing – Show Time Music Production